# Puck (stad)
Puck (Duits: Putzig, de uitspraak tussen beide versies verschilt slechts marginaal) is een stad in het Poolse woiwodschap Pommeren, gelegen in de powiat Pucki. De oppervlakte bedraagt 4,9 km², het inwonertal 15.339 (2005). Puck is een van de culturele centra van de Kasjoeben.

## Geschiedenis
Puck kwam in 1308 onder gezag van de Duitse Orde en deze ridderstaat schonk de plaats in 1348 onder de naam Pautzke  stadsrechten. Na de Tweede Vrede van Thorn in 1466 moest West-Pruisen door de Orde aan de Poolse koning worden afgestaan en dus kwam Pautzke ook bij Polen. Voorlopig oefende de autonome nabuurstad Danzig er het gezag uit totdat de Poolse koning een verschuldigde lening had afbetaald. In 1567 kon het Poolse gezag er rechtstreeks uitgeoefend worden en dat maakte van Puck de thuishaven van de, overigens in omvang bescheiden, Poolse oorlogsvloot. In 1703 bezette Zweden Puck om de Poolse activiteiten op de Oostzee lam te kunnen leggen.
Als gevolg van de Poolse delingen werd Puck in 1772 Pruisisch en stond het voortaan bekend onder de Duitse naam Putzig. Bij de volkstelling van 1910 gaf driekwart van de bevolking zich op als Duits, terwijl een kwart Pools wilde zijn. 
In 1919 na het Verdrag van Versailles moest West-Pruisen door Duitsland aan Polen worden afgestaan en kwam de stad in de Poolse corridor te liggen. De meeste Duitse inwoners verlieten de stad of gaven zich voortaan als Pool op. Op 10 februari 1920 wijdde de Poolse generaal Józef Haller de Hallenburg de ceremonie in van het Huwelijk van Polen met de zee, want in het interbellum werd Puck weer de thuishaven van de Poolse oorlogsvloot en tot de bouw van het nabijgelegen Gdynia de enige Poolse Oostzee-haven. De ceremonie wordt nog ieder jaar gevierd. 

## Verkeer en vervoer
- Station Puck

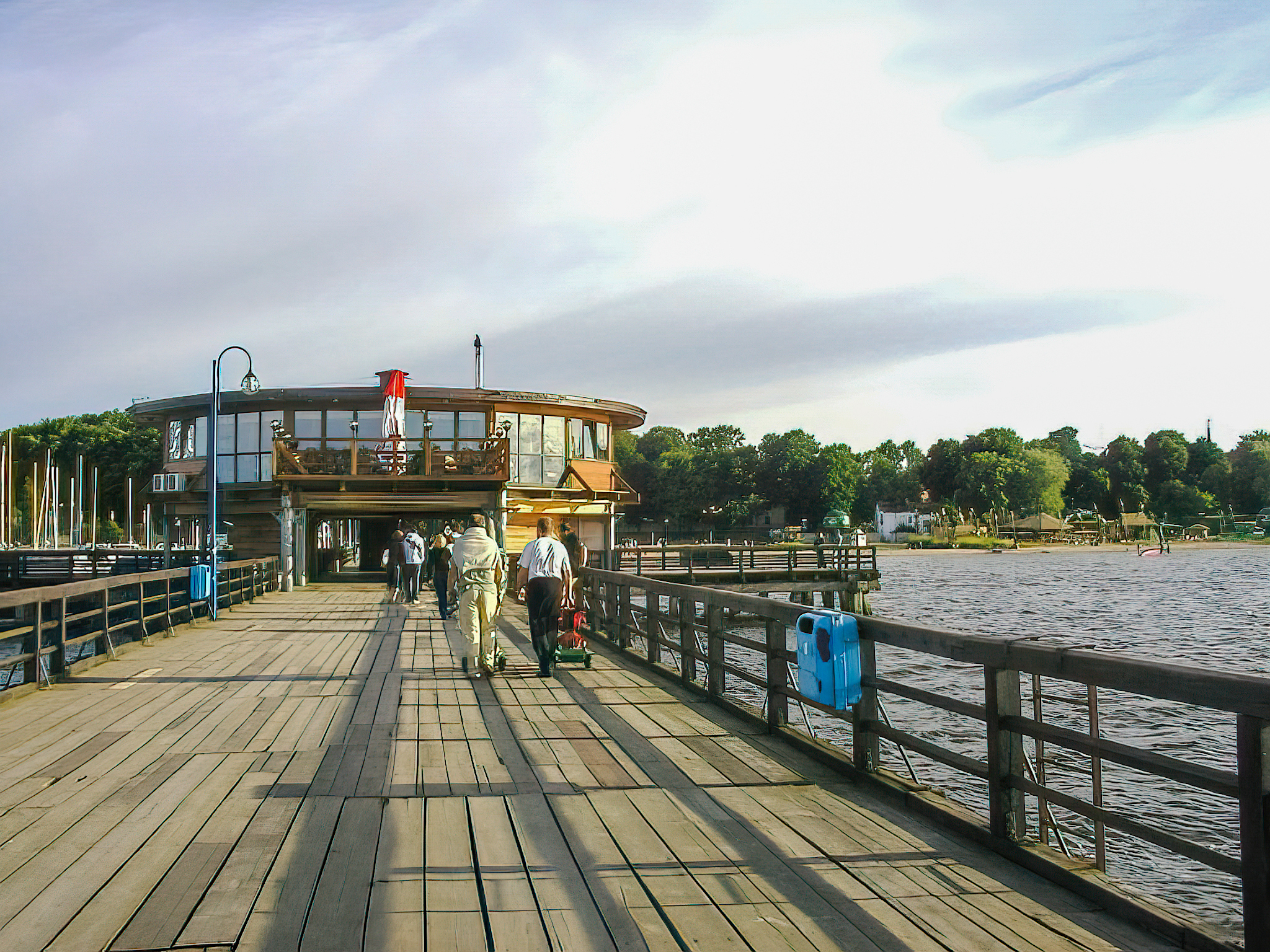
Pier in Puck